# Домінік Ферноу
Ієн Домінік Ферноу (анг. Ian Dominick Fernow) — американський експериментальний музикант, поет і мультимедійний художник. Він найбільш відомий своєю екстремальною музикою, випущеною під сценічним псевдонімом Prurient, а також під численними іншими псевдонімами, включаючи Vatican Shadow, Rainforest Spiritual Enslavement і Christian Cosmos. Його перші релізи датуються 1998 роком, тим самим роком, коли він заснував звукозаписний лейбл Hospital Productions.

## Життя
Він згадує свій вступ до державної школи і своє знайомство з дез-металом і торгівлею касетами як ранніми джерелами музичного інтересу. Зокрема, Ферноу називає альбом дез-метал гурту Deicide Once upon the Cross «лякаючим…. Величезний запис для мене, який я слухаю і донині».
Ферноу жив у Провіденсі, Нью-Йорку, Лос-Анджелесі та Берлін, керує лейблами Hospital Productions та Bed of Nails.

## Кар'єра
На початку своєї кар'єри у Prurient Ферноу працював переважно з мікрофоном і підсилювачем, а іноді і з барабанами. Згодом він почав використовувати більше електроніки, і зараз працює переважно з ноутбуком і синтезаторами. У минулому він співпрацював з такими артистами, як Джон Візе, Джефф Пламмер (Immaculate: Grotesque і Shallow Waters), Кріс Лапке (Alberich і MCMS), Wolf Eyes, Macronympha і Філіп Бест (Whitehouse і Consumer Electronics).
Ферноу також грав у різних групах, таких як Football Rabbit, Vegas Martyrs, Taylor Bow, Ash Pool, а раніше - у складі Cold Cave. Prurient випускав матеріал на численних незалежних лейблах, таких як Hanson Records, RRRecords, Load Records, Troubleman Unlimited, Chrondritic Sound, Kitty Play Records, American Tapes, а також на своєму власному лейблі Hospital Productions. Ферноу також записував музику під різними псевдонімами, зокрема Vatican Shadow, Rainforest Spiritual Enslavement, Exploring Jezebel, River Magic, Winter Soldier, Window Cleaning By Ian, December Magic та Tortured Hooker.
Про Prurient писали такі видання, як The New Yorker, Pitchfork, The Village Voice, та Resident Advisor.